# Rø Kirke
Rø Kirke ligger i Rø på Bornholm.
Den nuværende kirke fra 1888 erstatter en romansk kirke, som blev revet ned i 1887, da man anså den for at være så forfalden, at den ikke stod til at redde.

## Eksterne kilder og henvisninger
- Wikimedia Commons har flere filer relateret til Rø Kirke
- Rø Kirke hos KortTilKirken.dk
- Rø Kirke hos danmarkskirker.natmus.dk (Danmarks Kirker, Nationalmuseet)